# Arquebisbat de Bogotà
L'arquebisbat de Bogotà —Arquidiócesis de Bogotá (castellà), Archidioecesis Bogotensis (llatí)— és una seu metropolitana de l'Església Catòlica a Colòmbia. El 2012 tenia 3.880.000 batejats sobre una població de 4.527.000 habitants. Està regida per l'arquebisbe cardenal Rubén Salazar Gómez. El titular de la seu té el títol de Primat de Colòmbia.

## Territori

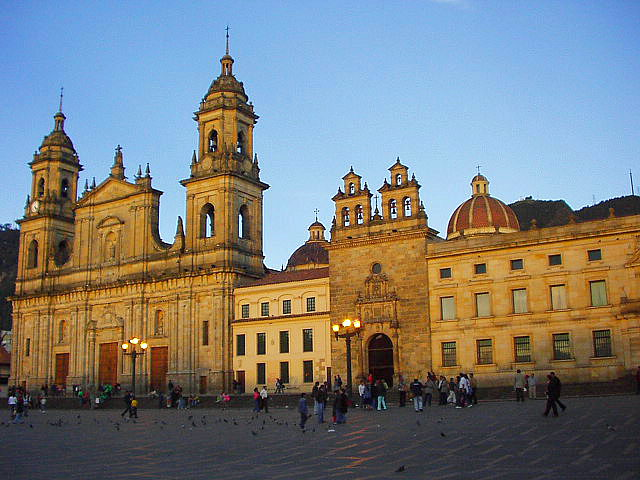
Al costat de la catedral hi ha el palau arxiepiscopal

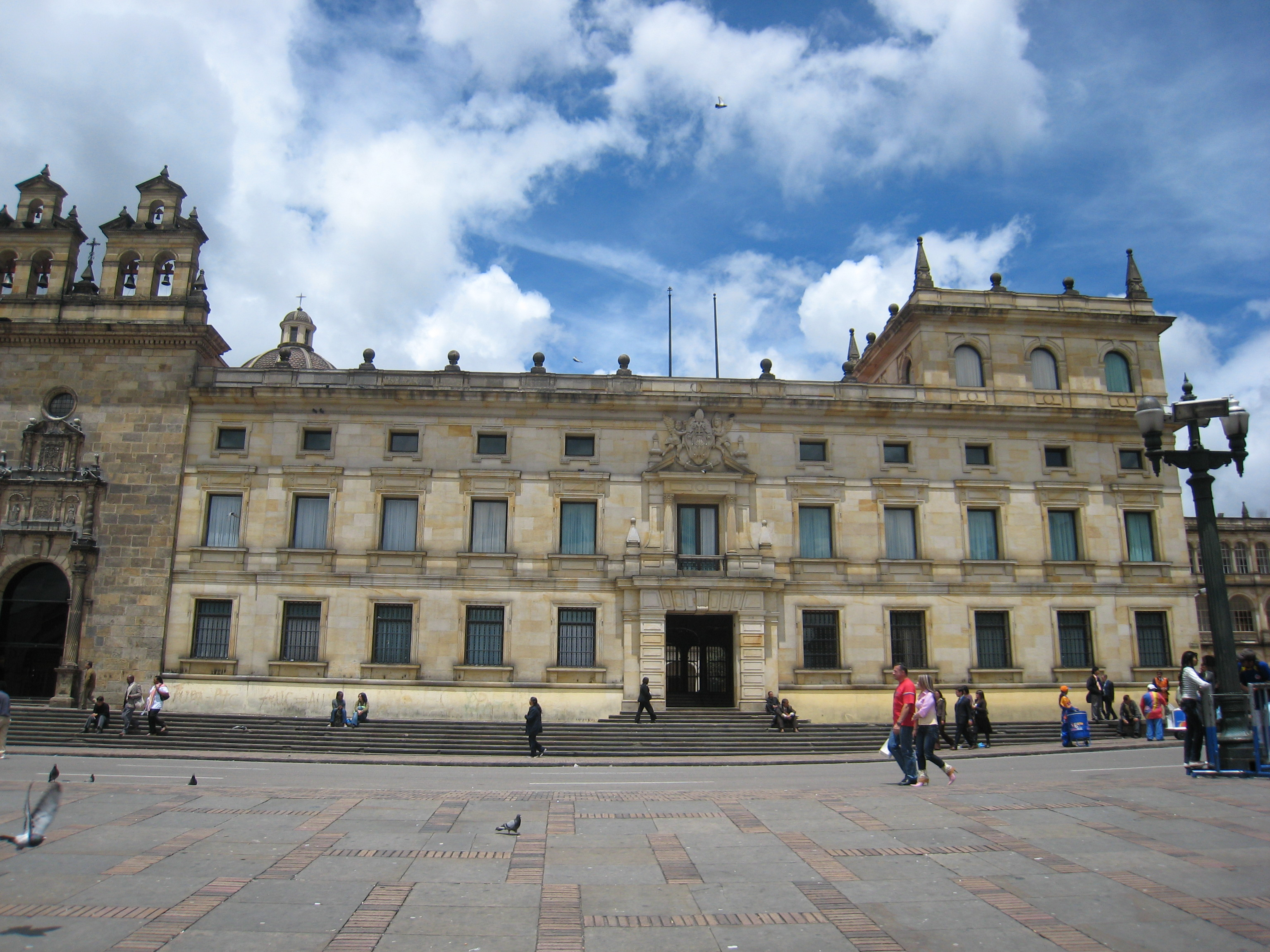
El palau arxiepiscopal

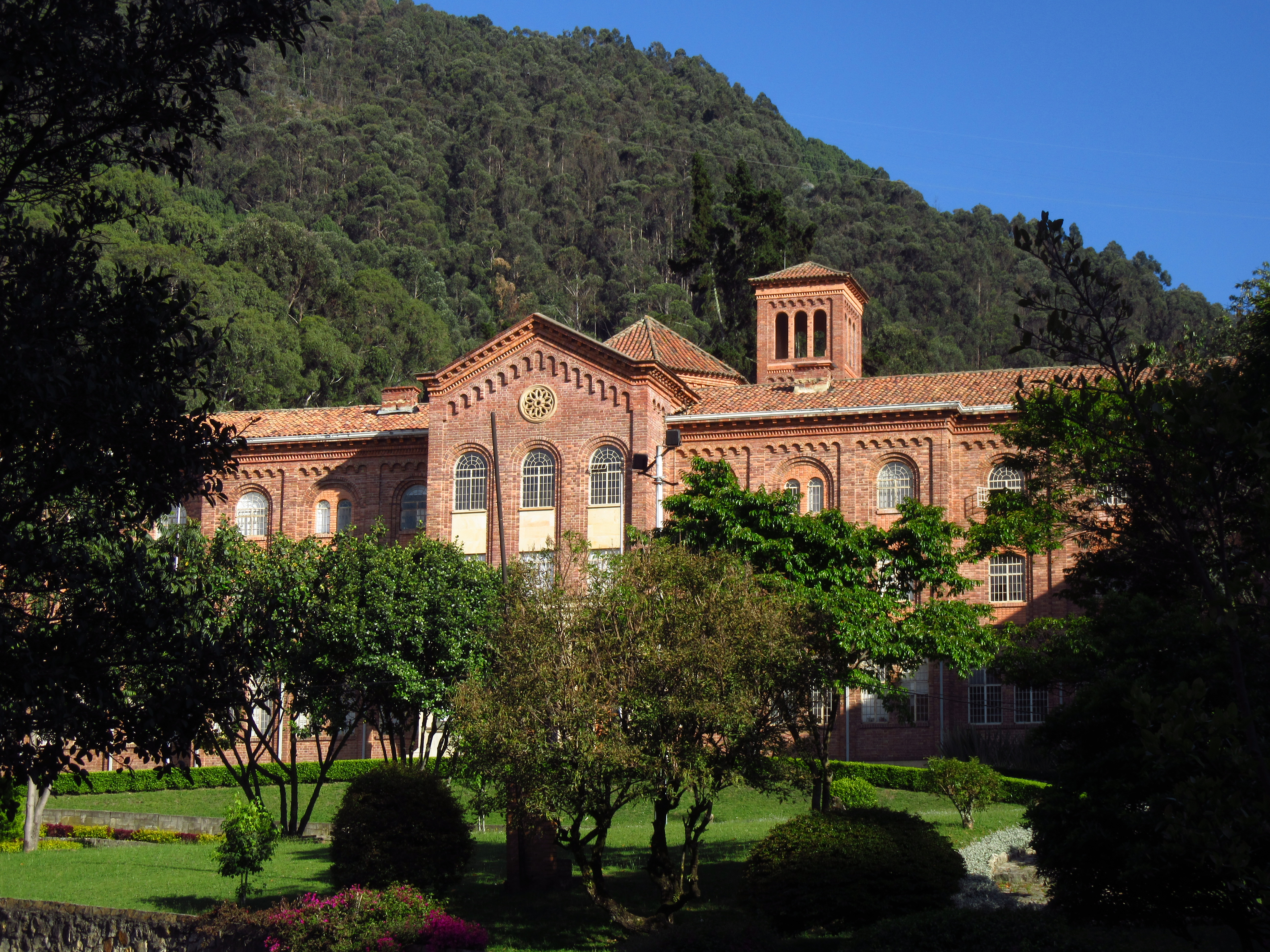
El seminari major de Bogotà, instituït al 1581, l'actual edifici va ser construït entre el 1943 i el 1946.

L'arxidiòcesi comprèn 13 de les 19 localitats urbanes, a més de l'única localitat rural del districte federal de Bogotà.
La seu arxiepiscopal és la ciutat de Bogotà, on es troba la catedral de la Immaculada Concepció.
El territori s'estén sobre 4.019 km², i està dividit en 244 parròquies, agrupades en 5 zones pastorals.

### Província eclesiàstica
La província eclesiàstica de Bogotà, instituïda el 1564, està constituïda per les següents sufragànies:
- Bisbat d'Engativá,
- Bisbat de Facatativá,
- Bisbat de Fontibón,
- Bisbat de Girardot,
- Bisbat de Soacha,
- Bisbat de Zipaquirá.

### Esglésies destacades
- Catedral Primada Basílica de la Immaculada Concepció
- Basílica del Sagrat Cor de Jesús (Vot Nacional)
- Basílica del Senyor de Montserrate
- Santuari Nacional de la Mare de Déu del Carme

## Història
La diòcesi de Santafé en Nueva Granada va ser erigida l'11 de setembre de 1562, prenent el territori del bisbat de Santa Marta. Originàriament era probablement sufragània de l'arquebisbat de Santo Domingo.
El 22 de març de 1564 va ser elevada al rang d'arxidiòcesi metropolitana mitjançant la butlla In suprema dignitatis apostolicae del Papa Pius IV.
El 1518 s'instituí el primer seminari, titulat a sant Lluís dels Francesos, però que va haver de tancar les portes el 20 d'octubre de 1587 per problemes econòmics, car el fons de dotació no era prou per cobrir les despeses i els deutes. El 18 d'octubre de 1605 s'instituí el segon seminari, dedicat a sant Bartomeu i confiat als jesuïtes. El 1767, quan els jesuïtes van ser expulsats la vida del seminari va patir turbulències per la incertesa en el control i en el finançament.
En el temps ha cedit successivament porcions del seu territori per tal que s'erigeixin noves diòcesis:
- el 16 de febrer de 1778 per tal que s'erigís la diòcesi de Mérida (avui arquebisbat);
- el 31 d'agost de 1804 per tal que s'erigís la diòcesi d'Antioquia (avui arquebisbat de Santa Fe de Antioquia);
- el 25 de setembre de 1835 per tal que s'erigís la diòcesi de Nueva Pamplona (avui arquebisbat);
- el 29 de juliol de 1880 per tal que s'erigís la diòcesi de Tunja (avui arquebisbat).

El 8 de juny de 1898 assumí el nom d'arxidiòcesi de Bogotà a Colòmbia, que va ser simplificat el 12 de gener de 1953 pel d'arxidiòcesi de Bogotà mitjançant un decret del Papa Pius XII.
El 7 de novembre de 1902 el Papa Lleó XIII concedí a l'arquebisbe de Bogotà i els seus successors el títol de Primat de Colòmbia.
Al segle xx, de nou cedí porcions del seu territori per tal que s'erigissin noves circumscripcions eclesiàstiques:
- el 23 de juny de 1903 per tal que s'erigís la prefectura apostòlica de les Intendencias Orientales (avui arquebisbat de Villavicencio);
- l'1 de setembre de 1951 per tal que s'erigís el bisbat de Zipaquirá;
- el 29 de maig de 1956 per tal que s'erigís el bisbat de Girardot;
- el 16 de març de 1962 per tal que s'erigís el bisbat de Facatativá.

Finalment, el 6 d'agost de 2003 cedí noves porcions de territori per tal que s'erigissin els bisbats de Fontibón, d'Engativá i de Soacha.

## Cronologia episcopal

Escut de l'arxidiòcesi

- Juan de los Barrios, O.F.M. † (22 de març de 1564 - 12 de febrer de 1569 mort)
- Luis Zapata de Cárdenas, O.F.M. † (8 de novembre de 1570 - 24 de gener de 1590 mort)
- Alfonso López de Ávila † (29 de novembre de 1591 - 30 de desembre de 1591 mort)
- Bartolomé Martínez Menacho y Mesa (Mechado) † (30 d'abril de 1593 - 17 d'agost de 1594 mort)
- Bartolomé Lobo Guerrero † (12 d'agost de 1596 - 19 de novembre de 1607 nomenat arquebisbe de Lima)
- Juan Castro, O.S.A. † (7 de gener de 1608 - de juny de 1609 renuncià)
- Pedro Ordóñez y Flórez † (19 d'abril de 1610 - 11 de juny de 1614 mort)
- Hernando de Arias y Ugarte † (14 de març de 1616 - 15 d'abril de 1624 nomenat arquebisbe de La Plata o Charcas)
- Julián de Cortázar † (7 d'abril de 1625 - 31 d'octubre de 1630 mort)
- Bernardino de Almansa Carrión † (15 de desembre de 1631 - 26 de setembre de 1633 mort)
- Cristóbal de Torres, O.P. † (8 de gener de 1635 - 8 de juliol de 1654 mort)
- Juan de Dios Aguinao, O.P. † (10 de novembre de 1659 - 5 d'octubre de 1678 mort)
- Antonio Sanz Lozano † (19 d'agost de 1680 - 28 de maig de 1688 mort)
- Ignacio de Urbina, O.S.H. † (7 de novembre de 1689 - 18 d'abril de 1701 nomenat arquebisbe, a títol personal, de Puebla de los Ángeles)
- Francisco de Cosío y Otero † (14 de gener de 1704 - 29 de novembre de 1715 mort)
- Francisco del Rincón, O.M. † (5 d'octubre de 1716 - 28 de juny de 1723 mort)
- Antonio Claudio Álvarez de Quiñones † (29 de gener de 1725 - 21 d'octubre de 1736 mort)
- Juan de Galabís, O.Praem. † (3 de març de 1738 - 14 de novembre de 1739 mort)
- Diego Fermín de Vergara, O.S.A. † (19 de desembre de 1740 - 7 de febrer de 1744 mort)
- Pedro Felipe de Azúa e Iturgoyen † (18 de desembre de 1744 - prima dell'11 d'abril de 1753 renuncià)
- José Javier de Arauz y Rojas † (28 de maig de 1753 - de febrer de 1764 mort)
  - Manuel de Sosa y Béthencourt † (22 d'abril de 1765 - 12 de novembre de 1765 mort) (bisbe electe)
- Francisco Antonio de la Riva Mazo † (9 de desembre de 1765 - 8 de desembre de 1768 mort)
- Lucas Ramírez Galán, O.F.M. † (21 d'agost de 1769 - 12 de desembre de 1770 nomenat arquebisbe, a títol personal, de Tui)
- Agustín Manuel Camacho y Rojas † (4 de març de 1771 - 13 d'abril de 1774 mort)
- Agustín de Alvarado y Castillo † (13 de març de 1775 - 14 de desembre de 1778 nomenat arquebisbe, a títol personal, de Ciudad Rodrigo)
- Antonio Caballero y Góngora † (14 de desembre de 1778 - 15 de setembre de 1788 nomenat arquebisbe, a títol personal, de Còrdova)
- Baltazar Jaime Martínez de Compañón † (15 de desembre de 1788 - 17 d'agost de 1797 mort)
- Fernando del Portillo y Torres, O.P. † (29 d'octubre de 1798 - 20 de gener de 1804 mort)
- Juan Bautista Sacristán y Galiano † (20 d'agost de 1804 - 1 de febrer de 1817 mort)
- Isidoro Domínguez, C.R.M. † (23 d'agost de 1819 - 6 d'abril de 1822 mort)
- Fernando Caycedo Flórez † (21 de maig de 1827 - 17 de febrer de 1831 mort)
- Manuel José Mosquera y Arboleda † (19 de desembre de 1834 - 10 de desembre de 1853 mort)
- Antonio Herrán y Zaldúa † (13 de gener de 1854 - 6 de febrer de 1868 mort)
- Vicente Arbeláez Gómez † (6 de febrer de 1868 - 29 de juny de 1884 mort)
- José Telésforo Paúl Vargas, S.J. † (6 d'agost de 1884 - 8 d'abril de 1889 mort)
- Ignacio León Velasco, S.J. † (27 de maig de 1889 - 10 d'abril de 1891 mort)
- Bernardo Herrera Restrepo † (4 de juny de 1891 - 2 de gener de 1928 mort)
- Ismael Perdomo Borrero † (2 de gener de 1928 - 3 de juny de 1950 mort)
- Crisanto Luque Sánchez † (14 de juliol de 1950 - 7 de maig de 1959 mort)
- Luis Concha Córdoba † (18 de maig de 1959 - 22 de juliol de 1972 jubilat)
- Aníbal Muñoz Duque † (29 de juliol de 1972 - 25 de juny de 1984 jubilat)
- Mario Revollo Bravo † (25 de juny de 1984 - 27 de desembre de 1994 jubilat)
- Pedro Rubiano Sáenz (27 de desembre de 1994 - 8 de juliol de 2010 jubilat)
- Rubén Salazar Gómez (8 de juliol de 2010 - 25 d'abril de 2020 jubilat)
- Luis José Rueda Aparicio, des del 30 de setembre de 2023

## Estadístiques
A finals del 2012, la diòcesi tenia 3.880.000 batejats sobre una població de 4.527.000 persones, equivalent al 85,7% del total.
| any  | població  | població  | població | sacerdots | sacerdots       | sacerdots       | sacerdots             | diaques | religiosos | religiosos | parròquies |
| ---- | --------- | --------- | -------- | --------- | --------------- | --------------- | --------------------- | ------- | ---------- | ---------- | ---------- |
| any  | batejats  | total     | %        | total     | clergat secular | clergat regular | batejats per sacerdot | diaques | homes      | dones      |            |
| 1950 | 1.799.000 | 1.810.000 | 99,4     | 581       | 191             | 390             | 3.096                 |         | 450        | 2.100      | 173        |
| 1959 | 1.132.389 | 1.152.389 | 98,3     | 675       | 195             | 480             | 1.677                 |         | 1.060      | 2.884      | 118        |
| 1965 | 1.950.000 | 2.000.000 | 97,5     | 822       | 263             | 559             | 2.372                 |         | 700        | 3.115      | 133        |
| 1968 | 2.000.000 | 2.122.112 | 94,2     | 645       | 245             | 400             | 3.100                 |         | 400        | 4.515      | 160        |
| 1976 | 3.115.252 | 3.211.609 | 97,0     | 1.016     | 356             | 660             | 3.066                 |         | 1.388      | 3.527      | 182        |
| 1980 | 3.838.000 | 3.957.000 | 97,0     | 985       | 289             | 696             | 3.896                 |         | 1.292      | 3.602      | 186        |
| 1990 | 4.556.000 | 5.063.000 | 90,0     | 1.160     | 349             | 811             | 3.927                 |         | 1.673      | 3.700      | 249        |
| 1999 | 6.000.000 | 6.850.000 | 87,6     | 1.452     | 492             | 960             | 4.132                 |         | 1.929      | 4.975      | 302        |
| 2000 | 6.093.416 | 7.114.568 | 85,6     | 1.430     | 481             | 949             | 4.261                 |         | 1.697      | 4.855      | 323        |
| 2001 | 6.067.029 | 7.084.341 | 85,6     | 1.359     | 435             | 924             | 4.464                 | 20      | 2.009      | 4.503      | 337        |
| 2002 | 6.544.026 | 7.651.088 | 85,5     | 1.424     | 499             | 925             | 4.595                 | 38      | 1.834      | 3.247      | 340        |
| 2003 | 3.546.186 | 4.140.000 | 85,7     | 1.251     | 382             | 869             | 2.834                 | 42      | 1.802      | 3.060      | 227        |
| 2004 | 3.279.690 | 3.850.518 | 85,2     | 1.221     | 413             | 808             | 2.686                 | 37      | 1.270      | 2.138      | 227        |
| 2006 | 3.586.000 | 4.184.000 | 85,7     | 691       | 394             | 297             | 5.189                 | 53      | 997        | 2.604      | 231        |
| 2012 | 3.880.000 | 4.527.000 | 85,7     | 896       | 503             | 393             | 4.330                 | 96      | 986        | 1.574      | 244        |